# Área salvaje San Gorgonio
El área salvaje San Gorgonio (en inglés: San Gorgonio Wilderness es un área salvaje de los Estados Unidos que se encuentra en las montañas de San Bernardino, a unos 3,0 km al norte de Morongo Valley y aproximadamente a 16 km al noroeste de Palm Springs, California. Es administrada conjuntamente por el bosque nacional San Bernardino y la Bureau of Land Management.
El área salvaje es parte de la vertiente oriental de las montañas de San Bernardino con la topografía cambiante de colinas bajas, laminadas y cañones de las montañas. Debido a su gradiente altitudinal, el área salvaje refleja una transición entre el desierto, las zonas costeras y otros aspectos en las montañas, incluyendo los diferentes tipos de vegetación representativa de cada elevación.
El Congreso de Estados Unidos designó el área salvaje de San Gorgonio en 1964. En 1984, se amplió a 23 720 hectáreas (96 km²). En la actualidad cuenta con un total de 94 702 acres (383 km²).